# Jeanne Bates
Jeanne Bates (Berkeley, 21 maggio 1918 – Los Angeles, 28 novembre 2007) è stata un'attrice statunitense.

## Biografia
Jeanne Bates lavorò costantemente in televisione dal 1950 ed è ricordata per l'interpretazione dell'infermiera Wills nella serie televisiva Ben Casey (1961-1966).

## Filmografia parziale

### Cinema
- Il ritorno del vampiro (The Return of the Vampire), regia di Lew Landers (1943)
- The Phantom, regia di B. Reeves Eason (1943)
- Lo sguardo che uccide (The Mask of Dijon), regia di Lew Landers (1946)
- Morte di un commesso viaggiatore (Death of a Salesman), regia di László Benedek (1951)
- Sabaka - Il demone del fuoco (Sabaka), regia di Frank Ferrin (1954)
- Web il coraggioso (Tension at Table Rock), regia di Charles Marquis Warren (1956)
- Schiava degli apaches (Trooper Hook), regia di Charles Marquis Warren (1957)
- La freccia di fuoco (Blood Arrow), regia di Charles Marquis Warren (1958)
- Il sindacato del vizio (Vice Raid), regia di Edward L. Cahn (1960)
- Le bambole del desiderio (The Strangler), regia di Burt Topper (1964)
- Supponiamo che dichiarino la guerra e nessuno ci vada (Suppose They Gave a War and Nobody Came?), regia di Hy Averback (1970)
- Eraserhead - La mente che cancella (Eraserhead), regia di David Lynch (1977)
- 58 minuti per morire - Die Harder (Die Hard 2), regia di Renny Harlin (1990)
- Grand Canyon - Il cuore della città (Grand Canyon), regia di Lawrence Kasdan (1991)
- Incubo d'amore (Dream Lover), regia di Nicholas Kazan (1993)
- Mulholland Drive (Mulholland Dr.), regia di David Lynch (2001)

### Televisione
- General Electric Theater – serie TV, episodio 3x30 (1955)
- Frida (My Friend Flicka) – serie TV, episodio 1x29 (1956)
- The Court of Last Resort – serie TV, episodio 1x07 (1957)
- The Restless Gun – serie TV, 5 episodi (1957-1959)
- Rescue 8 – serie TV, episodio 1x01 (1958)
- Carovane verso il West (Wagon Train) – serie TV, 6 episodi (1958-1962)
- Cimarron City – serie TV, episodio 1x15 (1959)
- Bonanza – serie TV, episodio 1x02 (1959)
- Have Gun - Will Travel – serie TV, episodio 2x17 (1959)
- Peter Gunn – serie TV, episodio 2x03 (1959)
- Lock-Up – serie TV, episodi 1x24-2x33 (1960-1961)
- Indirizzo permanente (77 Sunset Strip) – serie TV, episodio 2x20 (1960)
- Scacco matto (Checkmate) – serie TV, episodi 1x22-1x27 (1961)
- Ben Casey – serie TV, 59 episodi (1961-1966)
- Giovani avvocati (The Young Lawyers) – serie TV, episodio 1x03 (1970)
- Tre nipoti e un maggiordomo (Family Affair) – serie TV, episodio 4x18 (1970)
- Io e i miei tre figli (My Three Sons) – serie TV, episodio 11x16 (1971)
- I giorni della nostra vita (Days of Our Lives) – soap opera, 84 puntate (1967-1975)
- Charlie's Angels – serie TV, episodio 1x09 (1976)